# CYHR1
CYHR1 (англ. Cysteine and histidine rich 1) – білок, який кодується однойменним геном, розташованим у людей на 8-й хромосомі. Довжина поліпептидного ланцюга білка становить 362 амінокислот, а молекулярна маса — 40 703.
| 10         |  | 20         |  | 30         |  | 40         |  | 50         |
| ---------- |  | ---------- |  | ---------- |  | ---------- |  | ---------- |
| MAPKPGAEWS |  | TALSHLVLGV |  | VSLHAAVSTA |  | EASRGAAAGF |  | LLQVLAATTT |
| LAPGLSTHED |  | CLAGAWVATV |  | IGLPLLAFDF |  | HWCTNGHLMC |  | AGCFIHLLAD |
| ARLKEEQATC |  | PNCRCEISKS |  | LCCRNLAVEK |  | AVSELPSECG |  | FCLRQFPRSL |
| LERHQKEECQ |  | DRVTQCKYKR |  | IGCPWHGPFH |  | ELTVHEAACA |  | HPTKTGSELM |
| EILDGMDQSH |  | RKEMQLYNSI |  | FSLLSFEKIG |  | YTEVQFRPYR |  | TDDFITRLYY |
| ETPRFTVLNQ |  | TWVLKARVND |  | SERNPNLSCK |  | RTLSFQLLLK |  | SKVTAPLECS |
| FLLLKGPYDD |  | VRISPVIYHF |  | VFTNESNETD |  | YVPLPIIDSV |  | ECNKLLAAKN |
| INLRLFLFQI |  | QK         |  |            |  |            |  |            |

A: Аланін

C: Цистеїн

D: Аспарагінова кислота

E: Глутамінова кислота

F: Фенілаланін

G: Гліцин

H: Гістидин

I: Ізолейцин

K: Лізин

L: Лейцин

M: Метіонін

N: Аспарагін

P: Пролін

Q: Глутамін

R: Аргінін

S: Серин

T: Треонін

V: Валін

W: Триптофан

Задіяний у такому біологічному процесі, як альтернативний сплайсинг. 
Білок має сайт для зв'язування з іонами металів, іоном цинку. 
Локалізований у цитоплазмі.